# Llengua nukak
El nukak o núkâk [nɨkâk] és una llengua ameríndia que forma part de la família lingüística de les llengües nadahup, i està estretament relacionada amb la llengua dels kãkwã, cacua o bara-makú, parlada al Querarí i Papurí, conca del riu Vaupés, pels nukak.

## Fonologia

### Vocals
Té sis vocals orals i sis nasals (alta anterior tancada, alta central no arrodonida, posterior alta arrodonida, mitjana anterior oberta, posterior mitjana no arrodonida, central baixa).
|          | Anteriors | Centrals | Posteriors |
| Tancades | i ĩ       | ɨ ɨ̃      | o ũ        |
| Mitjanes | ɛ ɛ̃       |          | ɤ ɤ̃        |
| Obertes  |           | a ã      |            |

La vocal [o] es realitza com aproximante labial sonora [w], en posició postnuclear o abans d'una altra vocal, al començament de la paraula o síl·laba, amb una variant sorda [ʍ] abans de [i], [ĩ], [ɨ], si puja el to.
La vocal [i] es realitza com a semivocal palatal [j] (i) quan apareix de seguida d'una altra vocal al final del morfema.

### Consonants
Presenta tretze fonemes consonàntics: [p]; [b] (es realitza com [m] amb vocal nasal, prenasalitzada al començament de la paraula i postnasalitzada al final de paraula); [t]; [d] (es realitza com [n] amb vocal nasal, prenasalitzada al començament de la paraula i postnasalitzada al final de paraula); [č] ([ʦ] o [ʧ] indiferentment); [k]; [ɡ] ([ŋ] en ambient nasal); [ɺ] (vibrant lateral, varia amb l'aproximant [ɹ], la vibrant [ɾ] i la lateral [l]); [h] (aspirada), i el tancament glotal [ʔ].
|                      | labial | alveolar | palatal | velar | glotal |
| oclusivas sordes     | p      | t        | c       | k     | ʔ      |
| oclusives sonores    | b      | d        |         | ɡ     |        |
| glotalizadas sonoras | bʔ     | dʔ       |         | ɡʔ    |        |
| fricatives sordes    |        |          |         |       | h      |
| vibrant lateral      |        | ɺ        |         |       |        |

Quan [ɺ] va seguida de [t] es pronuncia [t]; si [ɺ] va després d'una consonant sonora es pronuncia [d]. Quan [ɟ] està precedida de [t] o [ʔ] es pronuncia sonora [ʧ]. En alguns marcadors, infixs o prefixos, la glotalització [ʔ]- és substituïda per la nasal [n] quan va seguida de qualsevol vocal o de la fricativa aspirada [h], o en sufixos la nasal [n] no sona seguida de [t].
La palatal sonora [ɟ] (i) / [ɲ] (ny) en ambient nasal, pot tractar-se com una variant de la vocal [i], quan antecedeix a una vocal en posició inicial de l'arrel o de l'afix o quan està entre dues vocals.

### Tons
Les vocals nuclears de substantius, verbs i adjectius registren un to alt i un altre baix, i a més, un ascendent i un altre descendent amb el respectiu allargament vocàlic. No obstant això, el to descendent és una realització del to alt en les síl·labes tancades per consonant oclusiva o per [h] o en les síl·labes obertes consonant-vocal (C-V) al final del morfema, mentre el to ascendent és un tonema.
No obstant això, en els lexemes nominals monosil·làbics contrasten tres tons: baix, descendent i ascendent. El to alt ocorre en les paraules bisíl·labes i trisíl·labes monomorfèmiques, en les quals s'inicia en les quals es manté estable i descendeix o ascendeix lleument.

## Gramàtica

### Tipus
L'ordre corrent de l'oració és subjecte - objecte - verb, encara que el subjecte pot no antecedir a l'objecte, perquè el verb es conjuga amb prefixos personals de conjugació. Els casos s'expressen amb sufixos en els noms (declinació). És una llengua aglutinant, les preposicions de les llengües indoeuropees són posposicions sufijadas. Alguns adjectius precedeixen, però la majoria van després del substantiu, i no tenen gènere.

### Substantiu
Els substantius nukak tenen gènere masculí o femení (com en castellà). El plural dels animats es marca amb el sufix -wɨn. Presenten marques de cas, per exemple:
acusatiu -na
datiu -ré'  ("per a")
instrumental -hî' ("amb")
locatiu -rí'  ("en", "per")
genitiu -î'  ("de", "pertany a")
El vocatiu s'expressa en alguns casos per un canvi del to i en uns altres marcant amb -a o duplicant l'última vocal, després de la consonant.
Els substantius admeten la forma interrogativa, que es marca amb el sufix -má' . També admeten alguna marques de temps com -hîpî'  ("el d'abans"). El connectiu -tɨ equival a "també" o a la conjunció "i".
Són comuns els sufixos classificadors: -na'  ("llarg i prim"), da'  ("rodó i petit"), -dub ("petit, prim i amb punta"), -nɨí ("pla i prim"), -ne ("cabellut"), -yi ("abundant").

### Pronoms
Els pronoms personals són:
wéem ("jo")
méem ("tu")
nin ("ell" pròxim; "aquest")
kan ("ell" visible, "aquest")
kun ("ell" no present, "aquell")
nin ("ella" pròxima; "aquesta")
kan'  ("ella" visible, "aquesta")
kun'  ("ella" no present, "aquella")
káan ("això" el tractat, "això")
wíit ("nosaltres")
yéeb ("vosaltres" / "vostès")
kéet ("ells").
Els acusatius es marquen wéna, ména, ninna, kanna, kunna, nin'na, kan'na, kun'na, Wítta, yebmna, kéeta.
Els possessius poden ser lliures:
wĩʔ ("meu")
míʔ ("teu")
aĩʔ ("seu" d'ell)
miʔĩʔ ("seu" d'ella)
wĩiʔ ("nostre")
ñíʔ ("vostre")
iʔĩʔ ("seu" d'ells o elles).
També hi ha possessius lligats, que apareixen com a prefixos del nom posseït són: wa- (1a persona singular), dt.- (2a p. s.), a- (3a p. s. masculí), el meu- (3a p. s. femenina), hi (1a p. plural), ñi (2a p. plural), i- (3a p. plural). En la conjugació verbal els mateixos operen com un prefix de actancia que funciona com a pronom personal mancant aquest o al mateix temps que ell.

#### Interrogatius
déi ("què?" "quin?" cosa), de pán ("què?" acció), háu'ca, de'e ("qui?), déimɨnɨ ("quan?"), ded ("on?"), jáu'  (Per què?"). Funcionen amb marques: de cas, per exemple l'alatiu de' yúkú ("cap a on?"), l'instrumental de'i hin ("amb què?) o el genitiu de'e î'  ("De qui?"); es pot emfatitzar la pregunta a l'interlocutor agregant -báa' . A més els interrogatius admeten a més marques de temps com jáu' ra'  ("Per què?" actual). L'interlocutor pot contestar amb un interrogatiu per a declarar que no coneix la resposta.

### Verb
Els verbs es conjuguen amb el prefix d'actància i amb sufixos i infixos de aspecte (continu, immediat), temps (passat, present, futur) i manera (imperatiu, desideratiu, interrogatiu). Per exemple:
Passat -nábé
Futur -nátu' 
dubitatiu - náhitu' 
Condicional -'náno' 
Present
imperfectiu -náka
negatiu -kaná
continu -né' 
Interrogatiu
passat -yáa
futur -pî' 
condicional -no'pî' 
present -ráa' 
negatiu -ca
Desideratiu -iná- ("tal vegada")
Planeativo -ɨí' - ("planejar" l'acció)
Repetitiu -pî- ("repetidament")
Agentiu -rít ("perquè", "pel fet que")
L'imperatiu es marca duplicant l'última vocal de l'arrel, després de l'última consonant. Les vocals [o]. [i] en duplicar-se després de la consonant final, es realitzen com a semivocals [w],[j] (i). Les arrels que acaba en aquestes semivocals les assumeixen com a consonants aproximantes, de manera que és la vocal que les antecedeix la que es duplica.
La duplicació de la vocal després de la consonant que tanca la ráiz, però agregant al final la consonant [p] (-VCVp), forma un copretèrit i si se segueix la marca -tí'  forma un subjuntiu pretèrit: jɨm ("estar"); jɨmɨ ("estigui"),; jɨmɨp ("estava"); jɨmɨptí'  ("si estigués").
La negació verbal s'expressa en diferents formes: l'infix -ca- entre l'arrel i les marques d'aspecte, temps o manera; prefixant a l'arrel la paraula "no" yab' - o "refusar dɨi' -o "sense efecte" îí'. La negació imperativa (prohibitiva) es marca amb el sufix -kê´ .
És comú la composició de verbs composts, tant per dos o més arrels verbals com per verb amb nom, adjectiu o adverbi. La marca -a després de l'arrel d'un verb intransitiu el converteix en verb transitiu.
Mitjançant els sufixos -hát (l'objecte per a actuar o la idea abstracta de l'acció), -pe'  (l'objecte sobre el qual ha recaigut l'acció, participi), es nominalizan els verbs. El subjecte que actua ("ser el que") s'assenyala amb el prefix de actancia i un sufix corresponent -ni' , per a la primera i segona persona i la tercera femenina singular; -ni per a la tercera masculina singular i -nit per a la tercera plural; als quals se'ls pot agregar la marca d'imminència, actualitat o èmfasi -yé' .
Les arrels verbals acaben sempre en consonant o en les aproximantes [w], [j] (i) que realitzen [o], [i]. El verb jɨm té el significat específic de "estar", diferent a "ser" que s'expressa moltes vegades en forma tàcita amb les diferents marques dels interrogatius i els pronoms personals i avesi amb yit, que té una forma emfàtica yittí'  ("sóc").

### Adverbi
L'idioma nukak és ric en formes adverbials. Diversos adverbis són importants en la construcció de les oracions. Per exemple, s'usa amb freqüència hébáká ("veritablement") i per a emfatitzar encara més la declaració que es fa se li agrega -yé' . L'enllaç verbal tɨtíma'hî ("després"), pot estar entre el subjecte i l'objecte i verb. Un adverbi pot seguir als substantius, com hattí'  ("també", "tampoc", "encara") o pot expressar-se mitjançant un sufix com -hê'  ("solament", "precisament").

### Interjecció
Kútu'  "Eh!", "Atenció!", és una exclamació per a començar a parlar. hâré "Cuidat!" o dɨpí hâré "Molta cura!"; waá'yé'  "Basta!; be'bét yé'  "Ràpid!"; ni'kábá'í'  "Això és!"; són altres exemples d'exclamacions usades pels Nukak.